# Mychajlo Krywtschykow
Mychajlo Serhijowytsch Krywtschykow (ukrainisch Михайло Сергійович Кривчиков; * 12. Januar 1987 in Saporischschja) ist ein ukrainischer Handballspieler.
Der 1,84 Meter große und 84 Kilogramm schwere linke Außenspieler steht seit 2013 beim russischen Verein SKIF Krasnodar unter Vertrag. Ab 2005 lief er für den ukrainischen Verein STR Saporischschja auf, mit dem er 2007, 2008, 2009, 2010 und 2011 ukrainischer Meister sowie 2011 auch Pokalsieger wurde. Zuvor spielte er bei HK Motor Saporischschja.
International nahm er mit STR an der EHF Champions League, dem EHF-Pokal und dem Europapokal der Pokalsieger sowie mit SKIF am EHF Challenge Cup (2013/14) teil.
Mychajlo Krywtschykow erzielte in 21 Länderspielen für die ukrainische Nationalmannschaft 50 Tore. (Stand: Dezember 2009) Er spielte auch bei der Europameisterschaft 2010.